# Different (album Thomasa Andersa)
Different – debiutancki solowy album niemieckiego piosenkarza Thomasa Andersa, wydany 29 sierpnia 1989 roku.

## Lista utworów
| Nr  | Tytuł utworu                      | Długość |
| --- | --------------------------------- | ------- |
| 1.  | „Love Of My Own”                  | 4:50    |
| 2.  | „On My Way”                       | 5:53    |
| 3.  | „Turn On The Light”               | 4:07    |
| 4.  | „Living On The Edge”              | 4:40    |
| 5.  | „You Are My Life”                 | 4:40    |
| 6.  | „One Thing”                       | 3:50    |
| 7.  | „Soldier”                         | 4:30    |
| 8.  | „Someone New”                     | 4:45    |
| 9.  | „Close Your Eyes To Heaven”       | 5:00    |
| 10. | „Fool (If You Think It's Over)”   | 5:31    |
| 11. | „True Love”                       | 4:44    |
| 12. | „You Are My Life (Classical Mix)” | 4:40    |
|     |                                   | 57:10   |